# Roger De Pauw
Roger De Pauw (Antwerpen, 27 februari 1921 – Brasschaat, 3 augustus 2020) was een Belgisch baanwielrenner.

## Carrière
Hij nam deel aan het tandemevenement op de Olympische Zomerspelen 1948 en behaalde daar samen met Louis Van Schil een vijfde plaats. De gouden medaille ging naar Italië met Renato Perona en Ferdinando Terruzzi. In augustus 2016 werd hij als Wilrijkse sportheld opgenomen in een tentoonstelling van historische Olympiërs, georganiseerd door het districtsbestuur. Hij werd 99 jaar.

## Erelijst

### Baan
| Jaar     | BK       | EK       | WK       | Overige                      |
| Amateurs | Amateurs | Amateurs | Amateurs | Amateurs                     |
| -------- | -------- | -------- | -------- | ---------------------------- |
| 1948     |          |          |          | Olympische Spelen: 5e tandem |

1952
- Derny van Wilrijk